# Мікоян Альберт Маміконович
Альберт Маміконович Мікоян (нар. 2 лютого 1939, Боржомі) — радянський футболіст, що грав на позиції нападника та півзахисника. По завершенні ігрової кар'єри — футбольний тренер.
Відомий насамперед виступами за футбольний клуб «Волинь», де був одним із найкращих футболістів 60-х років XX століття, та тренерською діяльністю у дитячо-юнацькій школі, юнацьких та молодіжних командах луцького клубу.

## Клубна кар'єра
Альберт Мікоян народився у 1939 році у грузинському місті Боржомі. З 18 років виступав за місцеву любительську команду «Авангард». У 1961 році молодого футболіста запросили до команди майстрів — тбіліський «Локомотив». Після нетривалих виступів за тбіліський клуб Альберта Мікояна призивають у ряди Радянської Армії. Служити строкову службу Мікоян потрапив на Волинь. Талановитий молодий футболіст звернув на себе увагу армійського клубу з Володимира-Волинського, який успішно виступав у чемпіонаті області та України. У товариських іграх з командами майстрів володимирська армійська команда часто перемагала іменитих суперників, і успішна гра молодого нападника не залишилась непоміченою — Альберта Мікояна запросили грати в обласний центр Волині — Луцьк, команда якого грала в тодішньому класі «Б». Дебютував Мікоян за луцький клуб 25 липня 1965 року, і швидко став одним із лідерів нападу та улюбленцем вболівальників команди. Але після важкої травми футболісту довелось змінити амплуа — спочатку флангового захисника, потім центрального оборонця, а в кінці футбольної кар'єри — ще й опорного півзахисника. Альберт Мікоян виступав за «Волинь» до 1971 року. Після невдалих виступів у другій союзній лізі луцький клуб було вирішено розформувати, і на його місці було створено уже армійський клуб, старший тренер якого не бачив місця у складі команди для уже вікового гравця, яким на той час став Мікоян. Після нетривалих виступів за команди колективів фізкультури області Альберт Мікоян остаточно повісив бутси на цвях.

## Тренерська кар'єра
Після закінчення футбольної кар'єри Альберт Мікоян почав кар'єру тренера. Спочатку колишній футболіст керував секціями в ДЮСШ, а пізніше перейшов на роботу до групи підготовки молодих футболістів при команді майстрів «Торпедо». Уже за кілька років прийшли і перші значні успіхи. У 1980 році молоді луцькі футболісти під керівницством Мікояна виграють всеукраїнський турнір «Юність», а наступного, 1981 року, здобувають срібні нагороди чемпіонату України серед груп підготовки команд майстрів вищої, першої та другої ліг чемпіонату СРСР. У 1983 році нетривалий час працював у тренерському штабі головної команди «Торпедо», після чого продовжив роботу по підготовці молодих футболістів у ДЮСШ, а з 2000 року — вже у спеціалізованій ДЮФШ «Волинь». Його вихованці неоднократно ставали переможцями та призерами Дитячо-юнацької футбольної ліги України. У 2001 році вихованці Альберта Мікояна стали переможцями у своїй віковій групі, обігравши у фіналі молодь донецького «Шахтаря». За час роботи в дитячо-юнацькому футболі підготував для луцької команди багатьох нині відомих футболістів — Володимира Мозолюка, Олександра Кирилюка, Олександра Войтюка, Олега Герасим'юка. У вересні 2009 року Альберту Мікояну було присвоєне звання Заслуженого працівника фізкультури і спорту України.